# Lithocarpus recurvatus
Lithocarpus recurvatus är en bokväxtart som beskrevs av Euphemia Cowan Barnett. Lithocarpus recurvatus ingår i släktet Lithocarpus och familjen bokväxter. Inga underarter finns listade.